# HY MACHIKANTY SO-TANDOH TOUR 2010@沖縄宜野湾海浜公園屋外劇場 〜時をこえ〜
『HY MACHIKANTY SO-TANDOH TOUR 2010@沖縄宜野湾海浜公園屋外劇場 〜時をこえ〜』（エイチワイ マチカンティ ソウ タンドウ ツアー2010 アット おきなわ ぎのわん かいひんこうえん おくがい げきじょう〜ときをこえ〜）は、日本のバンド・HYの7枚目の映像作品。2010年7月7日発売。発売元は東屋慶名建設。

## 概要
2010年3月22日に沖縄・宜野湾海浜公園屋外劇場にて行われた、ライブツアー「HY MACHIKANTY SO-TANDOH TOUR 2010-2011」の初日の模様を収録。

## 収録曲
1. 革命
2. すてがらHOLLY
3. トゥータン
4. ビタミンI
5. 君のいない世界
6. 告白
7. 帰り道
8. Answer
9. あの町この街
10. 隆福丸
11. レール
12. モノクロ
13. ホワイトビーチ
14. 時をこえ